# Ingebjorg Finnsdotter
Ingebjorg Finnsdotter nebo také Ingibiorg Finnsdottir (ve standardní staré norštině Ingibjörg Finnsdóttir) byla dcerou hraběte Finna Arnessona a Bergljot Halvdansdottir (Halfdansdottir), neteř norských králů Olafa II. a Haralda III. Data jejího narození a úmrtí nejsou jistá.

## První manželství
Jejím prvním manželem byl Thorfinn Sigurdsson, hrabě z Orknejí. Orkneyinga Saga  tvrdí, že její strýc Kalf Arnesson se usídlil po jejím sňatku s Thorfinnem na Orknejích. To vše se stalo za vlády Magnuse I., který vládl v letech 1035 až 1047, pravděpodobně před smrtí Hardiknuta v roce 1042. Thorfinn a Ingebjorg Finnsdotter spolu měli dva syny, Paula a Erlenda, kteří bojovali na straně Haralda III. při jeho neúspěšné invazi do Anglie v roce 1066.

## Skotská královna?
Ingebjorg se po Thorfinnově smrti v neznámén roce vdala podruhé, za Malcolma III. (Máel Coluim mac Donnchada), skotského krále. Malcolmovi porodila přinejmenším jednoho, ale spíše dva syny. Orkneyinga Saga tvrdí, že Duncan II. Skotský (Domnall mac Mail Coluim') byl jejich syn a jejich syn byl zřejmě i „Domnall, syn Máela Coluima, krále Skotska“, který zemřel v roce 1085.
Ingebjorg zřejmě zemřela okolo roku 1069 a Malcolm se oženil podruhé, s Markétou, sestrou Edgara Æthelinga, okolo roku 1070. Je ovšem možné, že Ingebjorg zemřela ještě dříve, než se Malcolm stal králem (v roce 1058), protože jméno Ingeborg comitissa se objevuje v Liber Vitae Ecclesiae Dunelmensis, seznamu mnichů a významných osob, za které byly vedeny modlitby v Durhamu a kteří zemřeli okolo roku 1058. Pokud by nikdy nebyla královnou, vysvětlovalo by to její ignorování některými skotskými kronikáři.